# Înghețarea activelor
Înghețarea activelor este o formă de măsură provizorie (interimară sau interlocutorie) care împiedică un pârât într-o acțiune judecătorească să își folosească sau să își disipeze bunurile, în scopul de a evita executarea unei eventuale hotărâri judecătorești. Este larg recunoscută în alte jurisdicții de drept comun, iar aceste ordine pot avea efect la nivel mondial. Este considerată, în unele cazuri, o extensie a jurisdicției inerente a instanței de a împiedica abuzurile împotriva propriului proces.

## Extindere în Uniunea Europeană
Măsura înghețării activelor are corespondente în mai multe sisteme juridice europene. De exemplu, în dreptul scoțian, procedura echivalentă este cunoscută sub denumirea de arrestment on the dependence, iar în dreptul francez, aceasta poartă numele de saisie conservatoire.
Această practică a fost armonizată și extinsă la nivelul Uniunii Europene. În baza articolului 9 alineatul (2) din Directiva 2004/48/CE privind respectarea drepturilor de proprietate intelectuală, statele membre sunt obligate să adopte măsuri provizorii adecvate pentru a preveni încălcarea acestor drepturi, inclusiv prin înghețarea conturilor bancare sau a altor bunuri ale presupusului infractor.
Din ianuarie 2017, a fost implementat un instrument juridic uniform numit Ordinul european de indisponibilizare a conturilor bancare (European Account Preservation Order – EAPO), aplicabil în toate statele membre ale UE, cu excepția Danemarcei și Regatului Unit. Acest ordin permite creditorilor să blocheze fondurile din conturile bancare ale debitorilor din alte state membre, fără a fi nevoie să treacă prin proceduri naționale separate.